# Reel Music
Reel Music (en español: «Carrete de Música») es un álbum recopilatorio que contiene las grabaciones de 1964 a 1969 de bandas sonoras de la banda de rock The Beatles, lanzado el 22 de marzo de 1982. El álbum se trata de una selección de canciones que se usaron en las películas del famosas de la banda. El álbum fue lanzado en los Estados Unidos y al día siguiente en el Reino Unido, casi simultáneamente con la reversión teatral de la película A Hard Day's Night, que había sido reeditada con el sonido estéreo e innovación con el sonido de Dolby.

## Mezclas únicas
El álbum presenta una serie de mezclas estéreo que había sido previamente disponible en los EE. UU.: 
- El lanzamiento estadounidense de la mezcla en estéreo de "I Am The Walrus". Anteriores versiones americanas de la canción tenían la introducción como mezcla en mono;
- El debut oficial americano de las canciones "A Hard Day's Night" y "Ticket to Ride" en estéreo;
- Una única edición en estéreo de "I Should Have Known Better", con el error de la armónica en la introducción. Esta versión nunca apareció en ningún otro registro.

## Canciones
Todas las canciones escritas por Lennon/McCartney.
Cara A
1. "A Hard Day's Night"
2. "I Should Have Known Better"
3. "Can't Buy Me Love"
4. "And I Love Her"
5. "Help!"
6. "You've Got To Hide Your Love Away"
7. "Ticket To Ride"
8. "Magical Mystery Tour"

Cara B
1. "I Am the Walrus"
2. "Yellow Submarine"
3. "All You Need Is Love"
4. "Let It Be"
5. "Get Back"
6. "The Long and Winding Road"

- Datos: Q1932704